# John Major
John Roy Major (Surrey, 29 de marzo de 1943) es un político británico del Partido Conservador y primer ministro del Reino Unido del 28 de noviembre de 1990 al 2 de mayo de 1997. Anteriormente trabajó en los gobiernos de Margaret Thatcher (1979-1990) como secretario en jefe del ministro de Hacienda, secretario de Estado para Relaciones Exteriores y de la Mancomunidad y ministro de Hacienda. Se retiró de la Cámara de los Comunes en 2001.

## Biografía
Hijo de Gwen Coates y Tom Major-Ball, un desempleado que trabajaba eventualmente como trapecista que tenía sesenta y tres años cuando nació John. En los años 1955 la familia se vio forzada a mudarse a Brixton, Londres. A los dieciséis años comenzó a trabajar en la city londinense en un banco mientras estudiaba contabilidad de noche.Trabajó como empleado de seguros, y luego en el London Electricity Board, antes de convertirse en ejecutivo del Standard Chartered Bank, en 1965. Fue enviado por el banco a Nigeria en 1967 y estuvo cerca de morir en un accidente de tráfico.
Major ingresó en la política a una edad temprana como un joven conservador activo en Brixton y se presentó como candidato para el Consejo de Lambeth con solo 21 años, ganó el escaño y fue nombrado presidente del Comité de Vivienda. Se presentó al Parlamento dos veces en 1974 en St Pancras, perdiendo en ambas ocasiones antes de ganar Huntingdonshire en 1979.
Se casó con Norma Wagstaff el 3 de octubre de 1970. Tienen dos hijos, James Major y Elizabeth Major.

## Trayectoria política
Paralelamente a su cargo como ejecutivo en el Standard Chartered Bank, se dedicó de forma activa a la política. De ideología conservadora, a su regreso de Nigeria accedió al puesto de presidente de la Asociación de Jóvenes Conservadores de los barrios de Brixton y Lambeth, de los que fue de 1968 a 1971, consejero municipal. Sin embargo su carrera política dio un gran salto en 1979, al resultar elegido diputado del Parlamento británico por la circunscripción de Huntingdon, en el condado de Cambridgeshire.
A partir de ese momento fue ascendido y desempeñó cargos cada vez de mayor responsabilidad, entre ellos el de parlamentario de la Secretaría Privada del Ministerio de Estado del Home Office, que desarrolló desde 1981 hasta 1983, año en que por las elecciones legislativas renovó su escaño de diputado por Huntingdon en el Parlamento. En la misma fecha fue nombrado diputado adjunto del Gobierno, siéndole asignado el cargo de Lord Comisionado de Hacienda en 1984. Un año después fue elegido parlamentario de la Subsecretaría de Estado para la Seguridad Social en el Departamento de Salud, hasta que en 1986 pasó al Ministerio de Estado para la Seguridad Social e Inhabilitados. Ocupó este cargo hasta 1987, año en que fue puesto al frente de la Secretaría General del Tesoro.
En 1989, tras la crisis del gobierno de Margaret Thatcher, que acabó con la remodelación del gabinete, fue nombrado ministro de Asuntos Exteriores británico y el 25 de octubre de ese mismo año, ministro de Economía. En 1990, tras la dimisión de la primera ministra, Major pasó a ocupar su cargo, apoyado por ella y continuó en la misma línea política, aunque más conciliadora con Europa.
Los primeros años de mandato de Major coincidieron con una prolongada recesión económica (1990-93). Su gobierno se hizo cada vez más impopular a pesar de una recuperación económica a mediados de los noventa que combinó un crecimiento constante y un drástico descenso del desempleo con bajos niveles de inflación. Una iniciativa conjunta británico-irlandesa consiguió un alto el fuego temporal en 1995-96 por parte de protestantes y católicos en el largo conflicto de Irlanda del Norte.
Mantuvo buenas relaciones con las monarquías del Golfo, e incluso elogió al sultán de Omán, Qabus bin Said Al Said, por haber aprobado en 1996 una ley para reforzar sus poderes.
El 22 de junio de 1995, Major dimitió como líder conservador. En las elecciones internas, celebradas el 5 de julio de 1995, Major ganó la apuesta más arriesgada de su carrera política, al obtener el respaldo mayoritario de sus diputados, que le ratificaron como líder conservador.
Perdió la mayoría en el parlamento en 1996. La propia situación de división interna del Partido Conservador, le llevó a perder estrepitosamente las elecciones de mayo de 1997, frente al candidato laborista Tony Blair, pasando a abandonar de inmediato el liderazgo conservador.
Poco después, Major renunció tanto al cargo de primer ministro como a la dirección del Partido Conservador. Sin embargo, Major siguió activo en política y fue diputado hasta su jubilación en 2001.

## Honores
- Lord del Consejo Privado Más Honorable de Su Majestad (1987)[4]
- Miembro de la Orden de los Compañeros de Honor (1999)[4]
- Caballero Compañero de la Muy Noble Orden de la Jarretera (2005)[6]